# SV Coronie Boys
SV Coronie Boys is een Surinaamse voetbalclub uit Totness in het district Coronie. De thuisbasis is het Letitia Vriesde Sportcomplex. Het is de eerste club uit Coronie in de SVB-hoofdklasse. De eerste voetbalselectie werd geformeerd in 1957.
In 1989 won de club het Randdistrictentoernooi en het jaar erop het Interdistrictentoernooi. In het seizoen 1994-95 werd de club tweede, na SV Robinhood. In hetzelfde jaar behaalde het eveneens achter Robinhood de tweede plaats tijdens de Suriname President's Cup.